# 植松義也
植松 義也（うえまつ よしや、1998年12月18日 - ）は、日本の男子プロバスケットボール選手である。ポジションはフォワード。B.LEAGUEの大阪エヴェッサ所属。

## 来歴
桐光学園高校から明治大学に進み、2021年にライジングゼファー福岡に特別指定選手として登録される。
卒業後、福岡とプロ契約。2021-22シーズンは19試合の出場で平均1.4得点0.7リバウンドを記録。
2022年、福岡を退団し、11月に琉球ゴールデンキングスの練習生となる。11月25日に選手契約。
2025年、大阪エヴェッサへ移籍。